# Kansas City Chiefs 1984
La stagione 1984 dei Kansas City Chiefs è stata la 15ª nella National Football League e la 25ª complessiva. La squadra vinse due partite dell'anno precedente ma il record finale di 8-8 non fu sufficiente per fare ritorno ai playoff.
Nel draft NFL 1984 la squadra scelse il defensive tackle All-American Bill Maas e l'offensive tackle John Alt nel primo giro. Maas fu premiato come rookie difensivo dell'anno, mentre Alt divenne l'ancora della linea offensiva della squadra per oltre un decennio.

## Roster
| Roster dei Kansas City Chiefs nel 1984 |
| --- |
| Quarterback - 14 Todd Blackledge - 9 Bill Kenney - 11 Sandy Osiecki Running Back - 38 Michael Gunter - 44 Herman Heard - 40 Ken Lacy - 42 Lawrence Ricks Wide Receiver - 88 Carlos Carson - 89 Henry Marshall - 83 Stephone Paige Tight End - 81 Willie Scott Offensive Linemen - 76 John Alt T - 68 Scott Auer G - 66 Brad Budde G - 65 Tom Condon G - 60 Matt Herkenhoff T - 62 Adam Lingner C - 53 Bob Rush C Defensive Linemen - 99 Mike Bell DE - 73 Mike Dawson DT - 71 Dave Lindstrom DE - 63 Bill Maas DT - 67 Art Still DE Linebacker - 50 Calvin Daniels OLB - 52 Ken Jolly - 95 Jeff Paine - 97 Scott Radecic OLB - 59 Gary Spani ILB Defensive Back - 34 Lloyd Burruss SS - 20 Deron Cherry FS - 29 Albert Lewis CB - 30 Mark Robinson - 31 Kevin Ross CB Special Team - 6 Jim Arnold P - 8 Nick Lowery K |
| Legenda - I rookie sono in corsivo. - Il primo ruolo è il principale mentre gli eventuali successivi indicano i ruoli secondari. - (IR) sta per Injured Reserve ed indica la lista ristretta per un solo giocatore infortunato che può tornare ad allenarsi dopo la settimana 6 e a rientrare in prima squadra dopo che questa ha giocato 8 partite. - (NF-Inj.) / (NF-Ill.) stanno rispettivamente per Non-Football Injured e Non-Football Illness ed indicano le liste dove viene inserito un giocatore che ha un infortunio o una malattia non dipendente dal football americano. - (PUP) sta per Physically Unable to Perform ed indica la lista dove viene inserito un giocatore mentre è in attesa di recuperare la condizione fisica. Nella stagione regolare dopo la sesta partita giocata dalla propria squadra, il giocatore ha tempo tre settimane per riprendere ad allenarsi, più tre settimane aggiuntive dal suo rientro agli allenamenti per rientrare in prima squadra. |

## Calendario
| Stagione regolare |                   |                        |           |          |
| Turno             | Data              | Avversario             | Risultato | Pubblico |
| 1                 | 2 settembre 1984  | at Pittsburgh Steelers | V 37–27   | 56,709   |
| 2                 | 9 settembre 1984  | at Cincinnati Bengals  | V 27–22   | 47,111   |
| 3                 | 16 settembre 1984 | Los Angeles Raiders    | S 22–20   | 75,111   |
| 4                 | 23 settembre 1984 | at Denver Broncos      | S 21–0    | 74,263   |
| 5                 | 30 settembre 1984 | Cleveland Browns       | V 10–6    | 40,785   |
| 6                 | 7 ottobre 1984    | New York Jets          | S 17–16   | 51,843   |
| 7                 | 14 ottobre 1984   | San Diego Chargers     | V 31–13   | 62,233   |
| 8                 | 21 ottobre 1984   | at New York Jets       | S 28–7    | 66,782   |
| 9                 | 28 ottobre 1984   | Tampa Bay Buccaneers   | V 24–20   | 41,710   |
| 10                | 4 novembre 1984   | at Seattle Seahawks    | S 45–0    | 61,396   |
| 11                | 11 novembre 1984  | Houston Oilers         | S 17–16   | 44,464   |
| 12                | 18 novembre 1984  | at Los Angeles Raiders | S 17–7    | 48,575   |
| 13                | 25 novembre 1984  | at New York Giants     | S 28–27   | 74,383   |
| 14                | 2 dicembre 1984   | Denver Broncos         | V 16–13   | 38,494   |
| 15                | 9 dicembre 1984   | Seattle Seahawks       | V 34–7    | 34,855   |
| 16                | 16 dicembre 1984  | at San Diego Chargers  | V 42–21   | 40,221   |

## Classifiche
| AFC West               |    |   |   |      |     |      |     |     |     |
|                        | V  | S | P | %    | DIV | CONF | PF  | PS  | STR |
| Denver Broncos(2)      | 13 | 3 | 0 | .813 | 6–2 | 10–2 | 353 | 241 | V2  |
| Seattle Seahawks(4)    | 12 | 4 | 0 | .750 | 5–3 | 8–4  | 418 | 282 | S2  |
| Los Angeles Raiders(5) | 11 | 5 | 0 | .688 | 5–3 | 8–4  | 368 | 278 | S1  |
| Kansas City Chiefs     | 8  | 8 | 0 | .500 | 4–4 | 7–7  | 314 | 324 | V3  |
| San Diego Chargers     | 7  | 9 | 0 | .438 | 0–8 | 3–9  | 394 | 413 | S2  |

## Premi
Bill Maas:
rookie difensivo dell'anno